# تنگ‌رویین
تنگ‌رویین، روستایی از توابع بخش مرکزی شهرستان قیر و کارزین در استان فارس ایران است.این روستا در فاصله 40کیلومتری مرکز شهرستان قیرو کارزین واقع گردیده است . شغل اکثریت مردم این روستا کشاورزی و دامداری است. اکثر جوانان این روستا تحصیل کرده بوده و در ادارات شهرستان و سایر شهرستان‌ها و استان‌های دیگر مشغول به خدمت هستند.

## جمعیت
این روستا در دهستان مبارک آباد قرار دارد و براساس سرشماری مرکز آمار ایران در سا1395، جمعیت 859 نفر (182 خانوار) بوده‌است.آثار باستانی قلعه دختر در ان قرار دارد